# Palazzo Calapaj-d'Alcontres
Il Palazzo Calapaj - d'Alcontres  è un edificio settecentesco progettato da un autore anonimo.
Sorge sull'antica via (Strada) San Giacomo, nella città di Messina, nei pressi del Duomo e quindi nel centro storico e centro cittadino della città.
È uno dei pochissimi palazzi scampati al terremoto del 1908 e alle demolizioni seguenti al sisma.

## Profilo e storia dell'architettura
Risalente alla metà del XVIII secolo, è un palazzo a tre ordini con il massimo risalto al piano centrale e con una cornice ornata da acroteri e festoncini appuntati, con garbata eleganza, sulle finestre.
Il palazzo è l'unico esempio rimasto di edificio signorile riferibile alla classe agiata e aristocratica cittadina
L'ingresso è caratterizzato da un cancello in ferro battuto, il quale consente l'accesso al cortile interno e alle scale che delineano elementi rappresentanti effetti scenici dinamici.
Fra le opere documentate la scultura ispirata allo Spinario o Giovine intento a cavarsi una spina dal piede di Antonello Gagini, manufatto bronzeo commissionato come decorazione di fonte posta nella scala.

## Galleria d'immagini

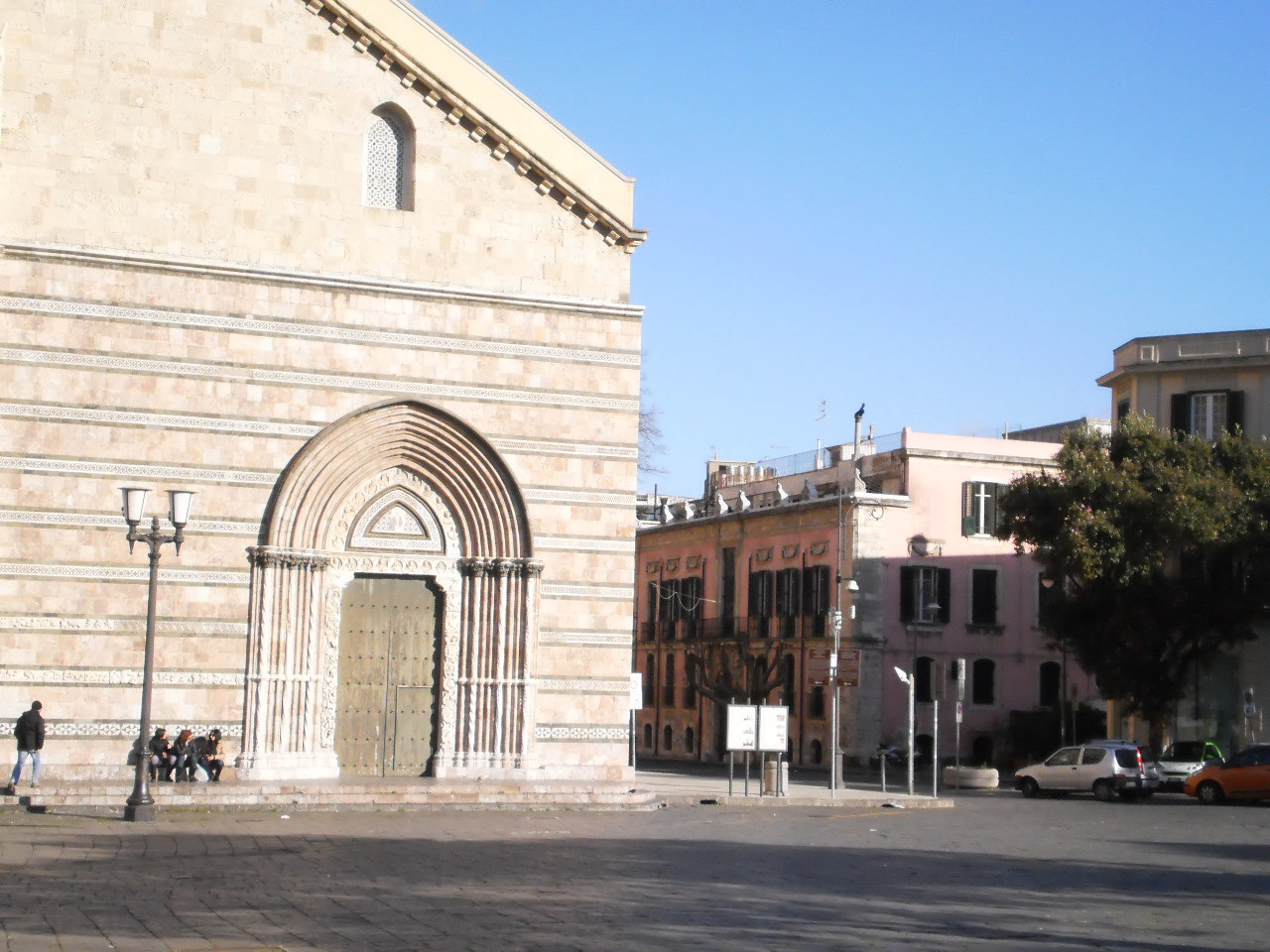
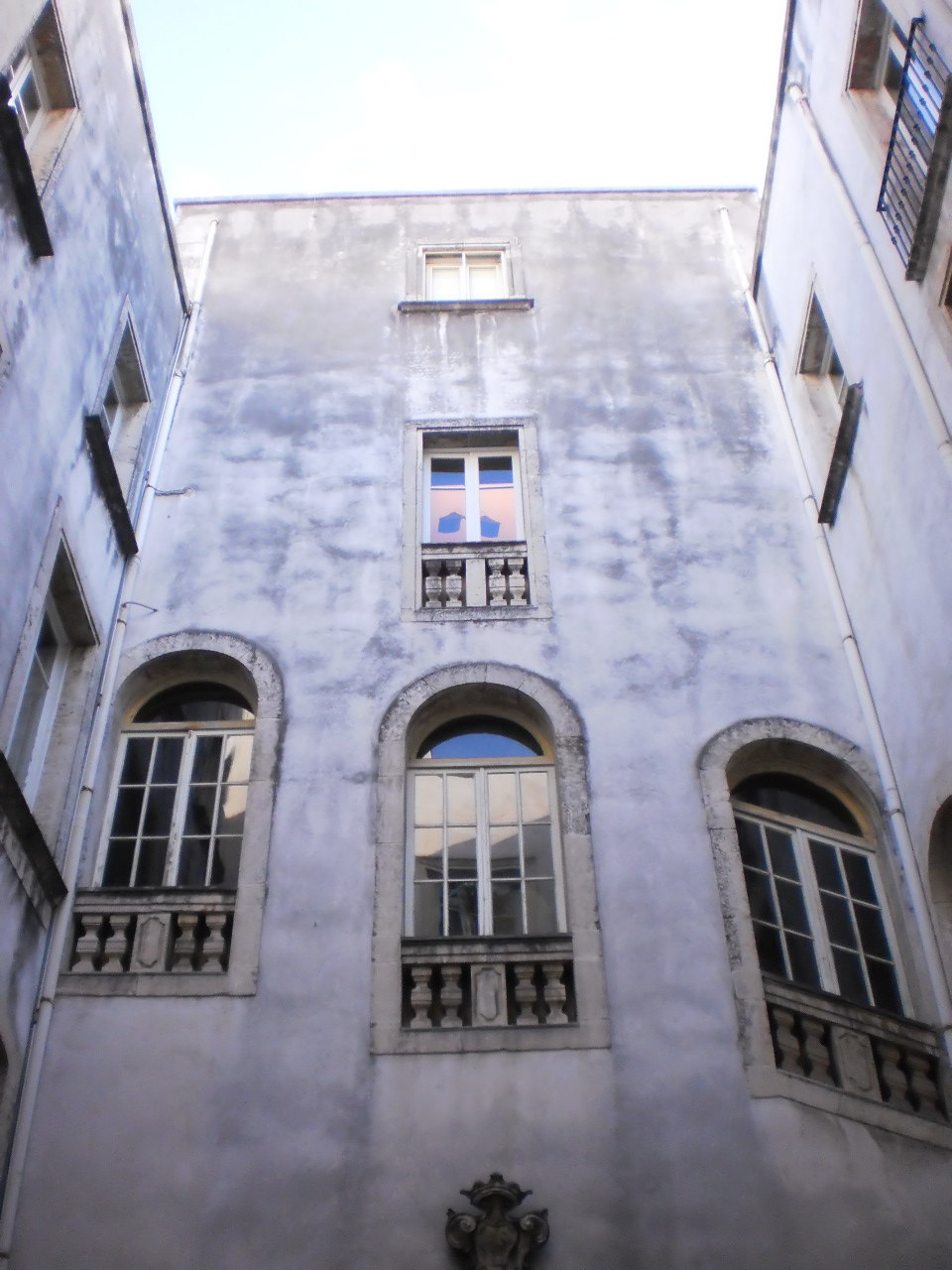
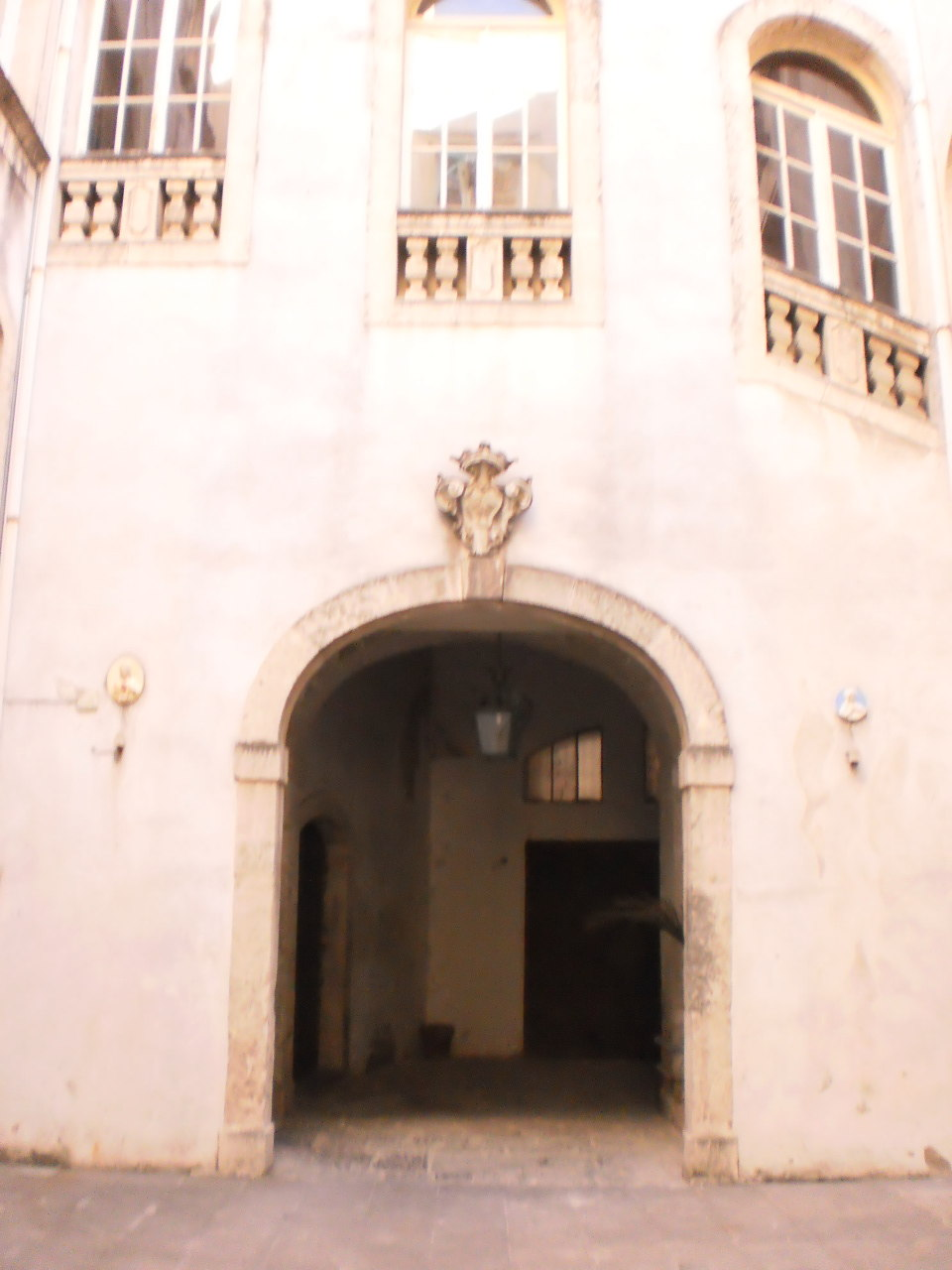
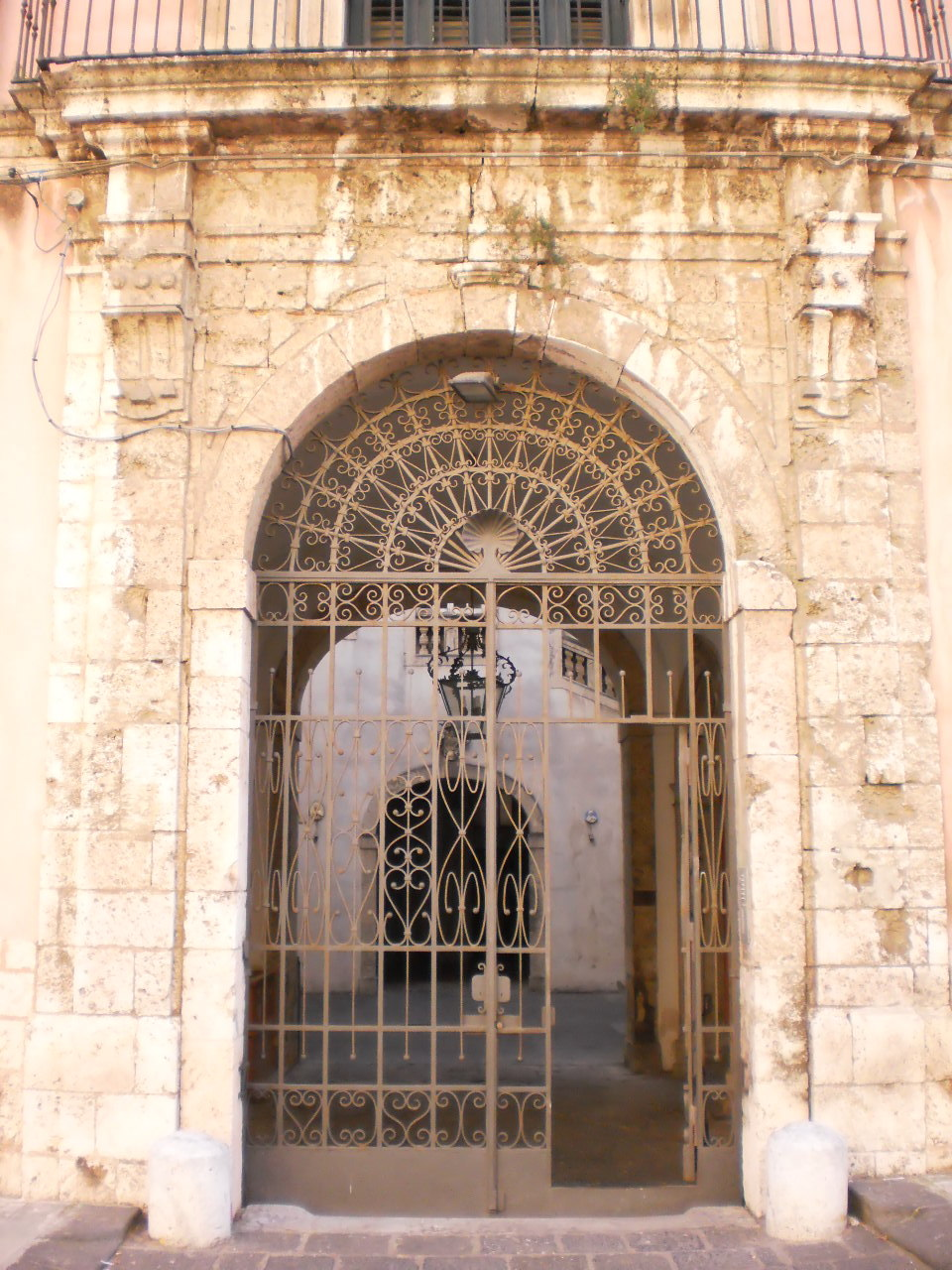
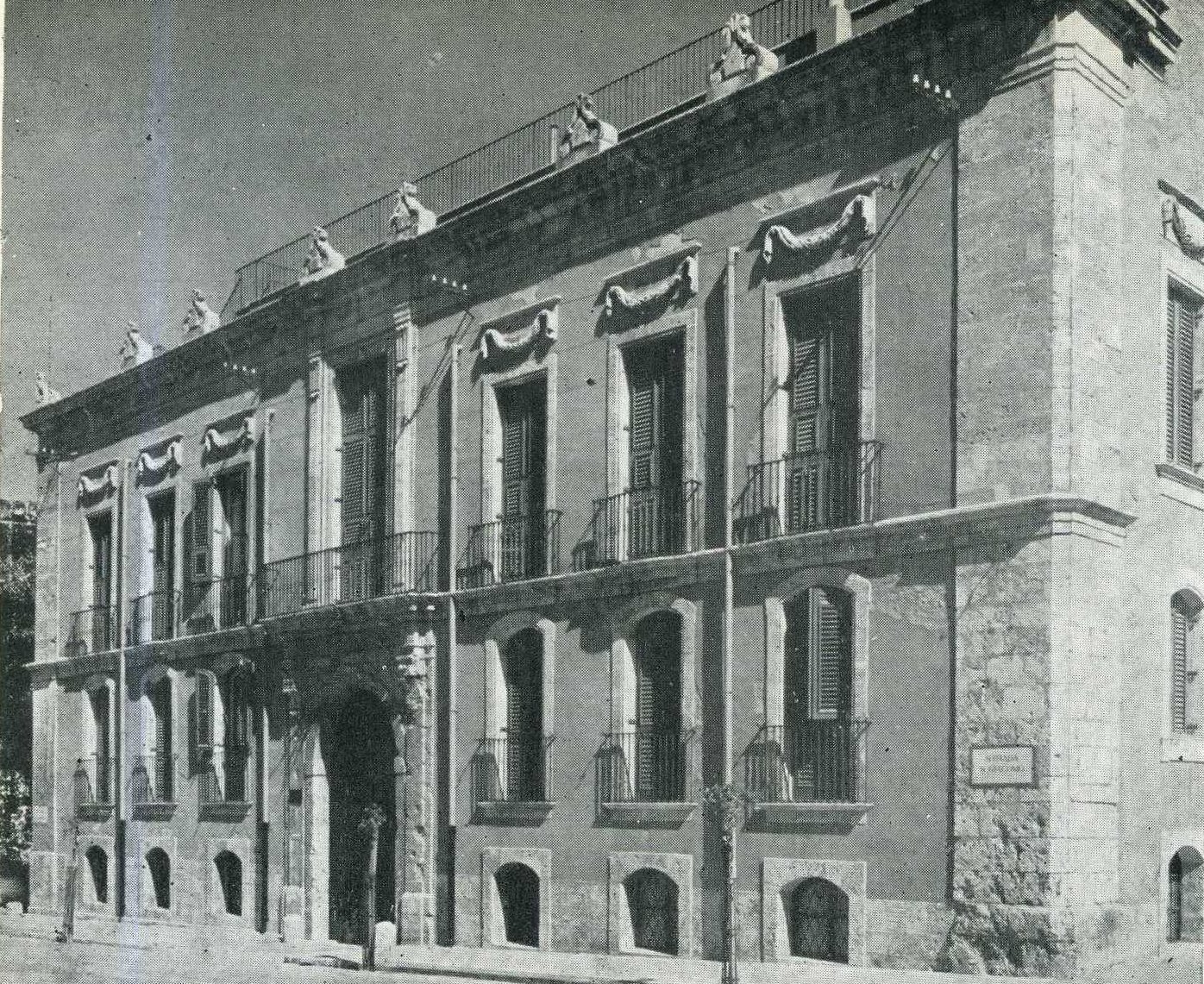
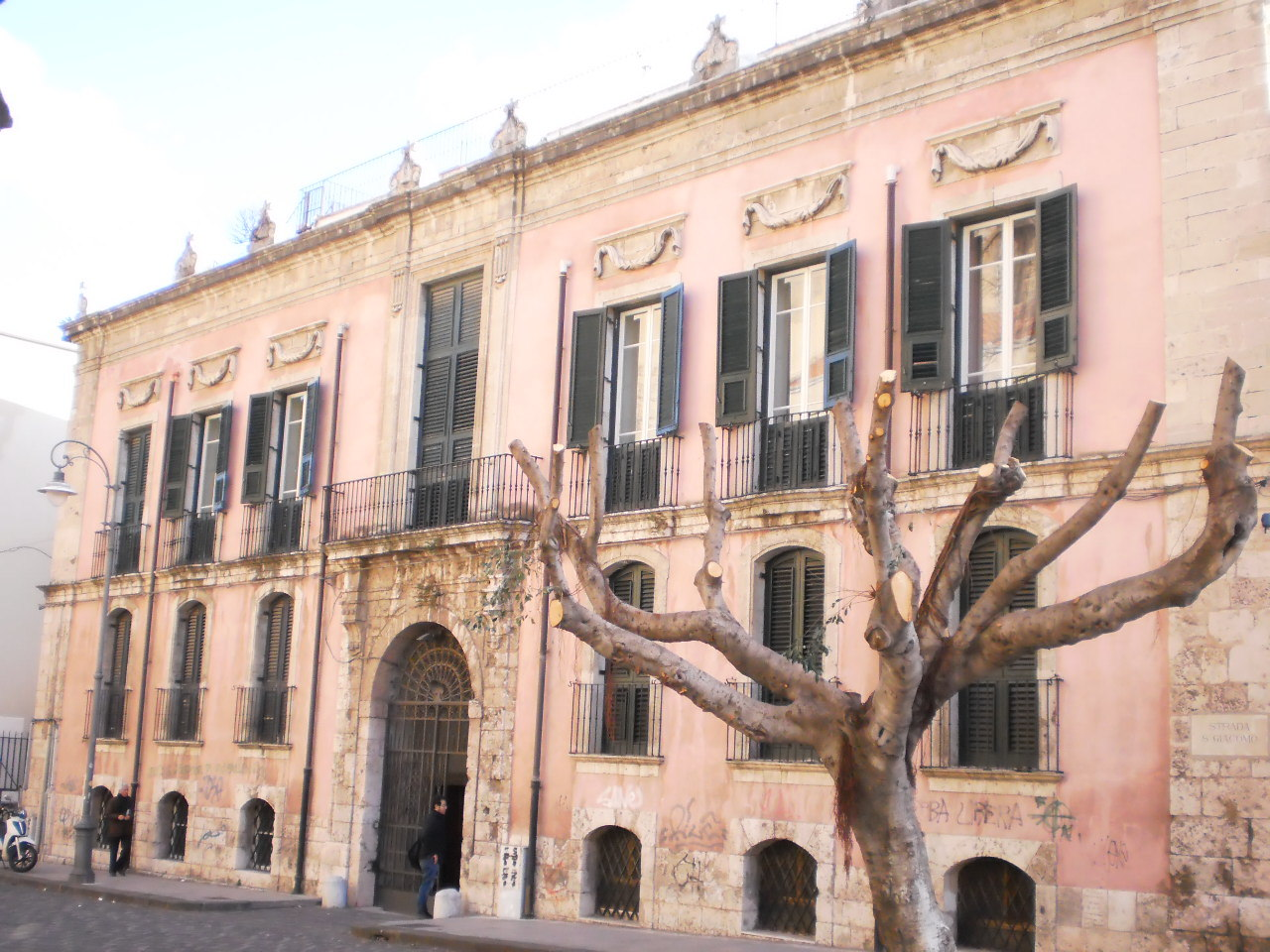